# 레오폴트 2세 (신성 로마 황제)
레오폴트 2세(독일어: Leopold II, 1747년 5월 5일 ~ 1792년 3월 1일)은 신성 로마 제국 황제이다. 제위에 오르기 전에는 토스카나 대공이었다. 보헤미아의 국왕 레오폴트 2세(체코어: Leopold II.), 헝가리의 국왕 리포트 2세(헝가리어: II. Lipót, 슬로바키아어: Leopold II. 레오폴트 2세, 크로아티아어: Leopold II. 레오폴드 2세)에 해당한다.
신성 로마 제국의 황제로서의 통치기간은 만 2년이 채 되지 않지만 그는 존경받는 군주였다. 역사가 폴 W. 슈뢰더는 그를 "왕관을 착용한 가장 영리하고 현명한 군주 중 하나"라고 평가했다.

## 초년
레오폴트는 프란츠 1세와 마리아 테레지아의 3남으로 빈에서 1747년 5월 5일 태어났다. 원래는 성직자로서 길러졌으나, 레오폴트에게 강제된 신학 교육은 그로 하여금 교회를 싫어하도록 만들었다. 1761년 둘째 형 카를이 사망하자 레오폴트는 스페인의 왕 카를로스 3세의 딸 스페인의 마리아 루도비카와 결혼을 전제로 하여 카를이 물려받기로 하였던 토스카나 대공국을 물려받는 것으로 결정되었다. 따라서 1764년 8월 5일 레오폴트는 마리아 루도비카와 결혼하였고 1765년 8월 13일 프란츠 1세가 사망함에 따라 토스카나 대공이 되었다.

## 토스카나 대공
대공이 된 후 5년간 그는 마리아 테레지아가 임명한 고문들의 영향 하에 있었다. 1770년 레오폴트는 이러한 제한을 철폐하기 위하여 빈을 방문하였고 그 결과 그는 권한의 자유를 가지고서 피렌체로 돌아올 수 있었다. 피렌체로 돌아온 후부터 1790년 그의 형 요제프 2세의 사망에 이르기까지의 20년간 레오폴트는 토스카나 대공국의 행정을 개혁하는 데 주력하였다. 레오폴트는 프란츠 1세에 의해서 간섭받지 않았던 메디치 가문에 의해서 만들어진 산업과 개인 자유에 대한 규제들을 철폐하였다. 또한 세금 제도를 개혁하였고 수익을 목적으로 한 공공사업을 중지하였다. 레오폴트는 유지해야할 군대를 가지고 있지 않았고 메디치 가문에 의해 유지되어오던 소규모의 해군을 감축했는데, 이에 따라 발생한 수익은 토스카나 대공국의 발전에 사용될 수 있었다. 그러나 레오폴트는 그의 성격이 차갑고 내향적이었고, 메디치 가문 통치 시절에 이득을 보았던 사람들을 돕지 않았기 때문에 이탈리아인들 사이에서 그다지 인기가 좋지는 않았다. 그러나 그의 꾸준하고 일관된 이성적 통치는 토스카나 대공국을 풍요롭게 만들었다. 그러나 그의 종교 정책은 지역 사람들의 뿌리깊은 신념과 충돌을 빚었고 이는 교황과의 마찰을 불러일으켰다. 그는 교회의 재산을 세속화하는데 실패하였고, 성직자들을 법에 의해 통제되도록 하는데도 실패하였다.
신성 로마 제국 황제가 되기 직전 마지막 몇 년 동안 레오폴트는 그의 형 요제프 2세의 통치에 의해 벌어진, 독일과 헝가리에 걸친 합스부르크 왕가의 지배력 약화에 대해 관심을 가졌다. 레오폴드와 요제프 2세는 상당히 절친하였고 마리아 테레지아가 사망한 이후에도 지속적으로 만남을 가졌다. 레오폴트는 능력이 부족한 요제프 2세를 계승해야한다고 생각하기 시작하였으나, 그의 악명까지 물려받고 싶지는 않았다. 1789년 스스로가 죽어가고 있다는 사실을 안 요제프 2세는 레오폴트를 불러 그를 공동 섭정에 임명하였으나, 레오폴트는 이를 차갑게 회피하였다. 1790년 2월 20일 요제프 2세가 사망할 당시 레오폴트는 피렌체에서 떠나지 않았고, 3월 3일까지 그 곳을 떠나지 않았다.

## 신성 로마 제국 황제

### 제국 질서 회복
요제프 2세 사후 레오폴트는 신성 로마 제국 황제가 되었다. 레오폴트는 그의 통치에 헌법을 도입할 의도를 보이기도 하였다. 그가 황제의 자리에 올랐을 때 이를 성사시키기 위하여 요제프 2세가 차지했던 권한을 상당부분 양도하였다. 레오폴드는 그가 통치하는 각 지역의 의회를 “왕국을 지탱하는 기둥들”로 인정하였다. 또한 헝가리인들과의 평화를 회복하였고 벨기에 폭동 역시 권한 양보를 통하여 진정시켰다. 이러한 조치에도 제국의 질서가 회복되지 못하자 레오폴트는 그의 군대를 이용하여 그의 권위를 다시 내세웠고 이와 동시에 플랑드르인들의 역사적 특권을 인정하였다. 그럼에도 불구하고 그는 마리아 테레지아와 요제프 2세가 국가 권력을 강화시키기 위한 조치를 부활시키지 않았다.

### 위기에 대한 대응
그러나 레오폴트는 서쪽과 동쪽에서 다가오는 위협을 맞이해야 하였다. 프랑스 혁명 (1789년)이 불러일으킨 무질서는 레오폴트의 여동생이자 루이 16세의 아내인 마리 앙투아네트의 목숨을 위험에 빠트렸고, 레오폴트의 제국에도 민심이 동요하기 시작하였다. 마리 앙투아네트는 레오폴트에게 도와줄 것을 간곡히 요청하고 있었다. 동쪽에서는 러시아 황제 예카테리나 2세의 공격적 야심과 프로이센 왕국의 비협조적 태도가 그를 위협하고 있었다. 예카테리나 2세는 오스트리아와 프로이센이 혁명에 반대하여 군대를 일으키기를 바라고 있었다. 이 두 세력이 라인강 너머에서 묶여있는 동안 그녀는 폴란드의 남은 부분을 합병하고 오스만 제국에 대한 공세 역시 강화할 생각이었다. 이러한 생각을 꿰뚫어본 레오폴트는 예카테리나 2세의 요청을 거절하였다.
마리 앙투아네트에게는 만약 루이 16세와 함께 파리를 빠져나온다면 도움을 주기로 약속하였다. 그러나 내심으로 레오폴트는 프랑스가 내부 혼란에 의해 힘이 약해지는 것을 반기고 있었다. 레오폴트는 마리아 테레지아 (재위: 1740~80년)에 의해 1756년에 체결된 프랑스와의 방어 동맹을 그의 제국 계승 후 6주에 걸쳐 파기하였고 러시아와 프로이센을 저지하기 위해 영국과의 교섭에 들어갔다. 그는 그가 소유하고 있던 저지대 국가 지역 중 일부를 프랑스에게 넘겨주겠다고 영국을 위협하였고 결국 영국은 지원을 약속하였다. 이를 통하여 프로이센 왕국의 책략을 좌절시킬 수 있었다. 프리드리히 빌헬름 2세에 대한 개인적 호소의 결과 레오폴트는 그와 1790년 7월 라이헨바흐에서 회담을 가질 수 있었고 결과적으로 프로이센은 많은 부분에서 권한을 양보해야했다. 레오폴트는 제국 의회의 승인 이후 1790년 11월 15일 공식적으로 헝가리의 왕으로 즉위하였으며 이로써 그는 헝가리인들에게 지배력을 행사할 수 있었다. 오스만 제국과는 9월에 8개월간의 정전협약을 체결하여 요제프 2세가 시작했던 전쟁을 마무리지었다. 1791년 8월에는 시스토바 조약을 체결하여 오스만 제국과 평화를 맺었다. 제국의 동부에서의 평화는 레오폴드로 하여금 벨기에의 질서를 회복하고 영국과 네덜란드와의 관계를 확고히 하는데 신경을 쓸 수 있도록 하였다.

### 프랑스에 대한 대처
1791년 동안 레오폴트는 프랑스의 상황에 몰두하였다. 1월에는 아르투아 백작 (훗날 1824~30년의 프랑스 국왕 샤를 10세)을 단호하게 쫓아냈다. 이러한 그의 행동은 프랑스 망명자들의 반항에 부딪혔으나, 레오폴트는 최대한 프랑스에서 일어나고 있는 일련의 사건에 얽히지 않도록 신경 썼다. 그러나 루이 16세와 마리 앙투아네트가 탈출하는 도중 바렌느에서 들키는 사건이 터지자 레오폴트는 크게 분개하였고, 이 사건을 “모든 국가와 정부의 안전을 위협하는 사건”으로 지칭하였다. 그리고 레오폴트는 오스트리아 영내에서 프랑스망명자들이 군대를 모집하는 것을 허락하고 있어서 프랑스혁명세력에게는 큰 위협이 되고 있었다. 그러나 당시 그는 시스토바 조약 체결에 더 관심이 많았고, 이 작업은 6월이 되어서야 마무리되었다. 8월 25일 레오폴트는 드레스덴 근처 필니츠에서 프로이센 왕국의 왕 프리드리히 빌헬름 2세를 만났고, 이들은 만약 다른 세력이 원한다면 프랑스의 사건에 개입할 준비가 되어있다고 선언하였다(→필니츠 선언). 러시아나 영국은 행동할 준비가 되어있지 않았기 때문에 이 선언은 사실상 형식적이었고, 레오폴트는 프랑스 망명자들이 이 선언을 이용하는 것을 저지하였다.
필니츠 선언으로 인한 혼란과 프랑스 망명자들의 계책, 그리고 프랑스 혁명정부의 엘자스의 독일 군주들에 대한 공격에도 불구하고 레오폴트는 개입이 필요치 않을 것을 기대하였다. 1791년 9월 루이 16세는 헌법을 따를 것을 맹세하였고 레오폴트는 자신의 기대가 이루어진 것으로 생각하였다. 그러나 얼마 지나지 않아서 프랑스가 라인강 서안의 독일 군주의 권리에 대해 도전해오고 전쟁을 선포할 기미가 보이자 레오폴트의 기대는 헛된 것이 되고 말았다. 1792년 3월 1일 레오폴트는 갑작스럽게 사망하였다.

## 자녀
레오폴트 2세는 마리아 루도비카와의 사이에서 슬하 12남 4녀(총 16명)를 두었으며, 현존하는 합스부르크로트링겐가문의 구성원은 모두 레오폴트 2세의 후손이다.
- 마리아 테레지아 (1767-1827) - 작센 왕국의 국왕 안톤와 혼인.
- 프란츠 2세 (1768-1835)
  - 1788, 뷔르템베르크 공녀 엘리자베트와 혼인.
  - 1790, 나폴리와 시칠리아의 마리아 테레지아와 혼인.
  - 1808, 오스트리아에스테의 마리아 루도비카 베아트릭스와 혼인.
  - 1816, 바이에른의 카롤리네 아우구스타와 혼인.
- 페르디난도 3세 (1769-1824)
  - 1790, 나폴리와 시칠리아의 루이사와 혼인.
  - 1821, 작센의 마리아 페르디난다와 혼인.
- 마리아 안나 (1770-1809)
- 테셴 공작 카를 (1771-1847) - 나사우 공녀 헨리에테와 혼인.
- 레오폴드 알렉산더 (1772-1795)
- 알브레히트 (1773–1774)
- 막시밀리안 (1774–1778)
- 오스트리아 대공 요제프 안톤 요한 (1776-1847)
  - 1799, 알렉산드라 파블로브나와 혼인.
  - 1815, 안할트베른부르크샤움부르크호임 여공 헤르민과 혼인.
  - 1819, 뷔르템베르크 공녀 마리아 도로테아와 혼인.
- 마리아 클레멘티나 (1777-1801) - 양시칠리아의 프란체스코 1세와 혼인.
- 안톤 빅토어(1779-1835), 튜튼 기사단장.
- 마리아 아말리아 (1780-1798)
- 요한 (1782-1859)
- 오스트리아 대공 라이너 (1783-1853) - 사르데냐피에몬테 공주 엘리자베스와 혼인.
- 루트비히 (1784-1864)
- 루돌프 (1788-1831)